# Hermine Tauscher-Geduly
Hermine Tauscher-Geduly (Bratislava, 1842 – Bratislava, 24 novembre 1923) è stata un'alpinista, scrittrice e fotografa ungherese, fu la prima alpinista ungherese in attività, una delle alpiniste più importanti degli anni '70 del 1800 e intraprese 140 escursioni in alta quota nelle Alpi nel corso della sua vita. Hermine Tauscher-Geduly fu un'alpinista di fama nel suo periodo, fu una delle prime donne a far parte della Sezione Retica del Club Alpino Svizzero (CAS) dell'epoca, prima che le donne venissero espulse dal club nel 1907.

## Biografia
Negli anni Settanta e Ottanta del XIX secolo partecipò alle più impegnative escursioni sulle Alpi e fu la prima alpinista ungherese di spicco nel mondo alpinistico dell'epoca. Nel 1854 fu la terza donna a scalare la cima del Lomnický štít, la seconda montagna più alta della Slovacchia, con un'altezza di 2 634 metri. Il 22 agosto 1879 fu la prima alpinista a salire sull'Ortles (3 902 m) attraverso la cresta del Giogo Alto, accompagnata dal marito Béla Tauscher, dal professor Baptist Bernhard von Minnigerode, e dalle guide alpine Alois Pinggera e il fratello Johann Pinggera e Peter Reinstadler; la difficoltà della via era di IV grado. Nello stesso anno divenne membro della sezione Retica del Club Alpino Svizzero. Il 26 agosto 1880 fu la prima donna a scalare il Pizzo Bernina. Anton Furrer, guida alpina di Eisten, fu spesso la guida di Hermine e la accompagnò in numerose escursioni in montagna tra il 1880 e il 1900. Scalò il Dent Blanche, il Finsteraarhorn tra gli altri, e fu la prima donna a scalare l'Hochjoch fino all'Ortles e alla Pala di San Martino. Una nuova via dal Rifugio Silvretta al Verstanklahorn fu aperta l'8 agosto 1892 da Christian Jann con A. Rzewuski e la coppia Tauscher-Geduly con la seconda guida P. Allemann. Una novità di questo itinerario fu la salita e la traversata della Sella Vernela dal Ghiacciaio Maisas. Il 4 agosto 1881 fu la prima ungherese a scalare il Monte Bianco con il marito, il dott. Béla Tauscher, primario di Bratislava, e quattro guide. Fu la prima donna a scalare il Dent Blanche l'8 agosto 1882, sempre con il marito e due guide alpine vallesane. Nel 1883 scalò la parete glaciale di Trafoier da nord con il marito, e poi nel 1884, sempre con il marito, ripeté la via di Josef Pichler alle Hinteren Wandeln. Il 29 luglio 1886 attirò l'attenzione del mondo alpinistico scalando tre difficili vette oltre i 3 000 metri in un solo giorno il Vertainspitze 3 541 m,il Schildspitze 3 468 m e il Plattenspitze 3 417 m. Nel 1899 scalò il Gran Zebrù passando per l'Hochjoch, sempre in compagnia delle popolari guide alpine di Solda, Hans e Alois Pinggera e Peter Dangl. In totale, effettuò una cinquantina di salite di rilievo nelle Alpi. 
Hermine Tauscher-Geduly registrò i suoi viaggi, a differenza dei suoi contemporanei, sotto forma di diari di viaggio e pubblicò le sue spedizioni su diverse riviste nazionali e straniere, ad esempio nel 1883 scrisse una serie di articoli sulla rivista del Club Alpino Austriaco sulle scalate dell'Eiger, dello Jungfrau e del Finsteraarhorn. Illustrò i suoi ampi resoconti delle escursioni in montagna di suo marito o dei compagni di viaggio con fotografie scattate da lei stessa. Contribuì con articoli all'annuario del Club Alpino Svizzero tra il 1884 e il 1885, alla rivista del Club Alpino Tedesco Austriaco e del Club Alpino Austriaco (ÖAK).

## Carriera alpinistica
- 1879 Prima ascensione femminile dell'Ortles-Hochjochgrat via Hochjoch, 3 902 m, (Gruppo dell'Ortles)
- 1879 Prima ascensione femminile del Gran Zebrù, 3 859 m, (Gruppo dell'Ortles)
- 1879 Prima ascensione femminile della Pala di San Martino, 2 996 m, (Pala, Dolomiti)
- 1880 Prima ascensione del Pizzo Bernina-fianco nord-ovest, 4 049 m, (Gruppo del Bernina)
- 1881 Prima ascensione femminile del Monte Bianco dall'Italia alla Francia, 4 810 m, (zona del Monte Bianco)
- 1883 Ascensione del Dent Blanche, 4 357 m, (Alpi Vallesane)
- 1883 Prima ascensione della Cima di Trafoi-parete nord, 400 m, 3 363 m, (Gruppo dell'Ortles)
- 1884 Prima salita femminile dell'Ortles, 3 902 m, (Gruppo dell'Ortles)
- 1885 Prima salita femminile del Blümlisalp, 3 660 m, (Alpi Bernesi)
- 1886 Prima salita della Plattenspitze Östliche - versante nord e cresta nordest, 3 422 m, (Gruppo dell'Ortles)
- 1892 Prima salita femminile e prima salita del Verstanklahorn - parete sud-est detta "Jann-Rzewuski-Tauscher-Führe", 3 298 m, (Silvretta); salita del Cervino, 4 478 m, (Alpi Vallesane); salita del Zinalrothorn, 4 221 m, (Alpi Vallesane); salita del Monte Dom, 4 545 m, (Alpi Vallesane); salita dell'Aletschhorn, 4 195 m, (Alpi Bernesi); salita del Schreckhorn, 4 078 m, (Alpi Bernesi); salita del Cimon della Pala, 3 184 m, (Pala, Dolomiti)[2]